# Kusianjärvi
Kusianjärvi är en sjö i Finland. Den ligger i kommunen Sotkamo i landskapet Kajanaland, i den centrala delen av landet, 500 km norr om huvudstaden Helsingfors. Kusianjärvi ligger 183,7 meter över havet. Den är 26 meter djup. Arean är 3,93 kvadratkilometer och strandlinjen är 33,31 kilometer lång. Sjön  ingår i Uleälvens huvudavrinningsområde. 

## Öar
- Ellinsaari, ö i Sotkamo, 64°15′45″N 28°44′16″Ö / 64.2624°N 28.7378°Ö (6 ha)
- Reposaari, ö i Sotkamo, 64°15′28″N 28°44′38″Ö / 64.2577°N 28.7439°Ö (0 ha)
- Raatosaari, ö i Sotkamo, 64°14′54″N 28°46′22″Ö / 64.2483°N 28.7727°Ö (0 ha)